# Kvit eller dobbelt (spil)
 For alternative betydninger, se Kvit eller dobbelt. (Se også artikler, som begynder med Kvit eller dobbelt)
Kvit eller dobbelt er et hazardspil, hvor indsatsen er en eksisterende gæld, og resultatet er enten annullering af gælden eller en fordobling af gælden. Spillet kan opfattes som en gentleman-aftale, der giver tabere af et indledende væddemål en chance for at undgå tabet uden risiko for vinderen.

Kvit eller dobbelt-spil kan lede til ludomanisk opførsel med store økonomiske konsekvenser som resultat grundet den eksponentielle vækst i indsatsen.

## Eksempel
- Person A vinder et væddemål på 50 kr over Person B.
- Før gevinsten fra det indledende væddemål overdrages fra Person B (taberen) til Person A (vinderen), aftaler Person A og Person B en nyt væddemål med en gevinst på samme beløb, nemlig 50 kr.
  - Hvis Person A også vinder dette andet væddemål, skylder Person B samlet 100 kr til person A, nemlig 50 kr fra det første væddemål plus 50 kr fra det andet væddemål.
  - Hvis Person B vinder væddemål 2, skylder Person B ikke længere noget til Person A, da de begge nu skylder hinanden det samme beløb, hvorfor begges gæld annulleres ud mod hinanden.
- Hvis Person A vandt, og Person B derfor skylder 100 kr til Person A, kan Person A og Person B igen aftale et nyt tilsvarende væddemål med de nu 100 kr som indsats. Scenariet ovenfor gentages derved for dette beløb.

Eksemplet viser, at personen med gæld fra et tidligere væddemål kan opnå dobbelt gæld eller ingen gæld, mens personen der har gevinsten til gode fra det tidligere væddemål kan opnå dobbelt gevinst eller ingen gevinst. Samlet er der altså intet at tabe (i forhold til udgangspunktet) for vinderen af det første væddemål, mens der er intet at vinde (i forhold til udgangspunktet) for taberen af det første væddemål.